# SBS CNBC
SBS CNBC es un canal de noticias de Corea del Sur, enfocado en la emisión principalmente de negocios y mercados financieros, es propiedad de NBC Universal y SBS Media Holdings, emite las 24 horas del día desde Seúl. Sus emisiones se iniciaron el 28 de diciembre de 2009, tras el cierre del canal Xsports.

## Historia
El 13 de agosto de 2009, SBS se hizo cargo de Xsports un canal de deportes, que tenía como dueños CJ Media (70%) e IB Sports (30%). Después de un acuerdo con CNBC el 22 de octubre de 2009, se tomó la decisión de cerrar Xports y reemplazarlo por SBS CNBC, hecho que tuvo lugar el 28 de diciembre de 2009.

## Programas
- SBS-CNBC 뉴스 (SBS-CNBC Noticias).[2]
- 월드 마켓 투데이 (Mercado Mundial de hoy).
- Today On Wall street (Hoy en Wall Street).
- 라이브머니 (Dinero en vivo).
- 마켓프리뷰 (Mercado Preliminar).
- 주식상담 119 (Asesoría 119).
- Korea Report (Reporte de Corea).
- CEO-리포트 (Informe del CEO).
- 스톡챔피언 (Campeón del Stock).